# Opius bidentis
Opius bidentis är en stekelart som beskrevs av Fischer 1964. Opius bidentis ingår i släktet Opius och familjen bracksteklar. Inga underarter finns listade i Catalogue of Life.